# Centenário (idade)
Centenário é uma denominação empregada para aquilo (pessoa, coisa ou entidade) que já completou 100 anos (um século) de existência ou os 100 anos de uma data histórica. Diz-se: "o centenário da independência" quando se comemora cem anos da independência.
Quando usado em referência a uma pessoa que vive, o termo é associado com longevidade acima da média porque a esperança de vida em todos os países é inferior a 90. Muito mais raro é o estatuto de supercentenário, dado a quem atingiu os 110 anos de vida. O país com o maior número de centenários no mundo é os Estados Unidos, sendo mais de 55 mil em 2005. Este grande número é devido à imigração de um grande número de pessoas nascidas entre 1890-1915, bem como às nítidas melhorias de cuidados de saúde verificadas no século XX. Segue-se o Japão, com cerca de 25 mil centenários. O Brasil tinha 23.760 centenários no ano de 2010